# Rita Faltoyano

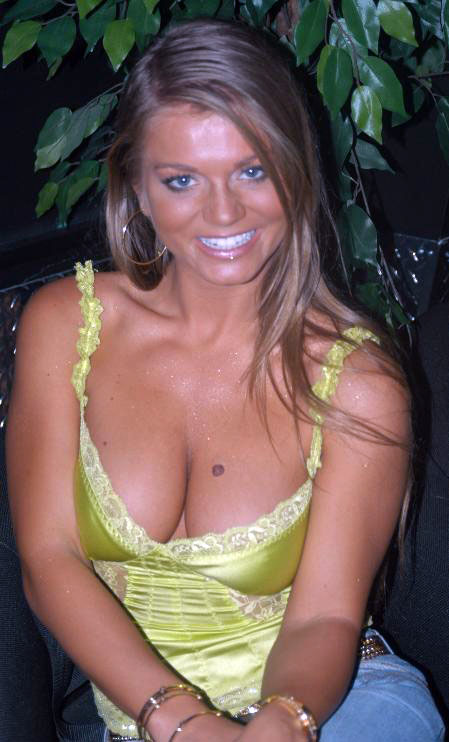
Rita Faltoyano bei den NightMoves Awards (2005)

Rita Faltoyano (* 5. August 1978 in Budapest; eigentlich Rita Gacs) ist eine ungarische Pornodarstellerin. 2003 wurde sie mit dem AVN Award als Ausländische Darstellerin des Jahres ausgezeichnet.

## Leben
Sie verbrachte einen großen Teil ihrer Kindheit auf einem Anwesen ihrer Pateneltern, etwa 150 km von Budapest entfernt, wo sie im Alter von vier Jahren zu reiten begann. Laut eigener Aussage war Sport immer ein wichtiger Teil ihres Lebens. Nachdem sie wegen einer Knieverletzung die Rhythmische Sportgymnastik nach drei Jahren hatte aufgeben müssen, betrieb sie für sechs Jahre Schwimmsport. Nach Angaben der Internet Movie Database war sie in ihrer Jugend dreimal ungarische Juniorenschwimmmeisterin. Ihr Vater hatte 27 Jahre Wasserball gespielt und es zu olympischen und Europameisterschafts-Ehren gebracht, und auch ihre Mutter war Schwimmerin gewesen und wurde 1974 Miss Ungarn.
Ab dem Alter von 16 Jahren nahm sie an diversen Schönheitswettbewerben teil. In die Erotik- und Pornobranche kam sie nach eigenen Angaben im Jahr 2000 nach ihrer Teilnahme an einem im Fernsehen übertragenen Schönheitswettbewerb, worauf eine Talentagentur sie ansprach. Sie begann ihre Modelkarriere mit Fotos für die französische Ausgabe der Zeitschrift Playboy.
Kurz darauf begann im gleichen Jahr auch ihre Filmkarriere mit zwei in Costa Rica gedrehten Filmen des Regisseurs Pierre Woodman für die Private Media Group (No Sun, No Fun) bzw. Hustler (Hustler XXX 2). Private setzte sie in mehreren Filmen mit großem Budget ein, u. a. in The Private Gladiator, der dreiteiligen Porno-Version von Gladiator, was sie weltweit bekannt machte. Seit Beginn ihrer Pornokarriere wirkte sie in Europa und in den USA in über 400 Filmen mit, u. a. in der Private-Version von Cleopatra und in der interaktiven DVD-Reihe My Plaything ….
Sie hat natürliche Brüste und nach eigenen Angaben die Maße 91-61-91 bzw. 36D-24-36. 2003 wurde sie in den USA bei den AVN Awards zur beliebtesten ausländischen Darstellerin gekürt. Von 2005 bis 2007 war sie mit dem Pornodarsteller Tommy Gunn verheiratet.

## Filmografie (Auswahl)
- 2001: Kiss 'n' Tell
- 2002: Big Member

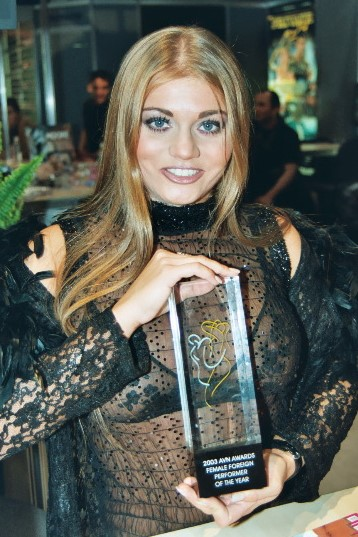
Rita Faltoyano mit ihrem AVN Award 2003

- 2002: Faust – Im Sog des Seelen-Fängers
- 2002: Journal de Pauline
- 2002: Private Gladiator 1
- 2002: Private Gladiator 2: In The City Of Lust
- 2003: Cleopatra
- 2003: Decadent Love
- 2003: Fallen Angel
- 2003: Rock Hard
- 2004: Big Natural Breasts 3
- 2004: Start Me Up
- 2005: Camp Cuddly Pines Powertool Massacre
- 2005: My Plaything …
- 2005: Phoenix
- 2005: Pleasure 1
- 2005: Rita Faltoyano
- 2005: What’s A Girl Gotta Do
- 2006: Love Is Blue
- 2006: Meet the Twins 3
- 2006: Pussy Party 15
- 2006: Rita Faltoyano's Foot Tease
- 2008: Sweet Spot
- 2009: Blonde Confessions
- 2010: Put It In My Ass

## Auszeichnungen
- 2002: Ninfa als La mejor Actriz de reparto (Die beste Nebendarstellerin, in Fausto)
- 2002: Venus Award als Beste Darstellerin Osteuropa (geteilt mit Monique Covet)
- 2003: AVN Award als Female Foreign Performer of the Year
- 2004: Europäischer X Award als Beste Darstellerin (Ungarn)
- 2004: Delta di Venere als Beste Newcomer-Regisseurin